# Cigarrnemertin
Cigarrnemertin (Oerstedia dorsalis) är en djurart som tillhör fylumet slemmaskar, och som först beskrevs av Abildgaard 1806. Enligt Catalogue of Life ingår Cigarrnemertin i släktet Oerstedia och familjen Oerstediidae, men enligt Dyntaxa är tillhörigheten istället släktet Oerstedia, och ordningen Hoplonemertea. Arten är reproducerande i Sverige. Inga underarter finns listade i Catalogue of Life.